# Western Union Telegraph Building
Das Western Union Telegraph Building (verkürzt Western Union Building genannt) war ein Hochhaus in New York City. Trotz seiner aus heutiger Sicht geringen Höhe von 70 Metern war es von 1875 bis 1883 das höchste Haus der Welt. Es überragte das sechs Jahre zuvor errichtete Fettes College in Schottland um 10 Meter und wurde damit zum ersten Hochhaus in New York, das den Titel „höchstes Gebäude der Welt“ für sich in Anspruch nehmen konnte. 1890 brannte das Gebäude aus, wurde aber wieder aufgebaut. 1899 entstand in unmittelbarer Nähe des Western Union Buildings das deutlich höhere Park Row Building.
Das Gebäude wurde vom Telekommunikationsunternehmen Western Union als Hauptverwaltung und Vermittlungsstelle genutzt, die dort beschäftigten Telefonisten arbeiteten im Schichtsystem rund um die Uhr. Das Western Union Building stand bis 1912 in Nutzung. Da die Statik des Gebäudes nach dem Wiederaufbau 1890 stark nachließ, wurde es 1914 nach zwei Jahren Leerstand erst teilweise, und später vollständig von der Konzernzentrale von AT&T ersetzt, die sich heute aber nicht mehr dort befindet.